# David Starr Jordan

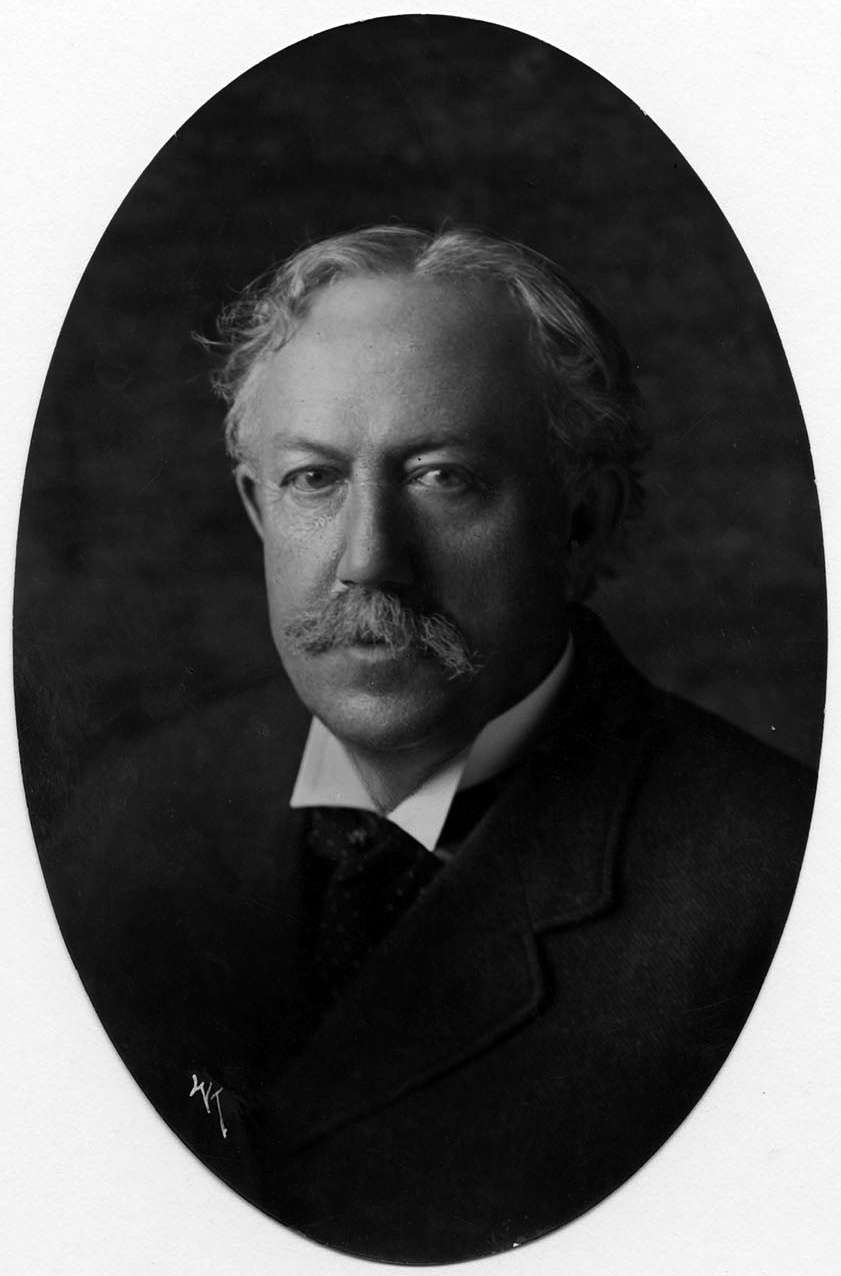
David Starr Jordan.

David Starr Jordan, född 19 januari 1851 i Gainesville, Wyoming County, delstaten New York, död 19 september 1931, var en amerikansk zoolog.
Jordan var professor i biologi 1875–1879 vid Butler University och i zoologi 1879–1885 vid Indiana University, dettas rektor 1885–1891, rektor för Leland Stanford Junior University i Kalifornien 1891-1913 och detta universitets kansler 1913–1916. Han var ordförande för California Academy of Sciences 1896–1897 och 1900–1902. Hans vetenskapliga verksamhet gäller företrädesvis iktyologin. Han blev ledamot av svenska Vetenskapsakademien 1915.